# Музей історії давньоруського міста Звенигород
Музей історії давньоруського міста Звенигород — історичний музей, що знаходиться в селі  Звенигород Пустомитівського району Львівської області. Музей створений у 1987 році, відкриття після оновлення експозиції відбулося 22 липня 2018 року. Сучасний будинок був спеціально побудований для експозиції музею. Тоді ж з'являється скульптурна група на території біля музею. Відвідувачі можуть побачити скульптуру Літописця, Воїна, Матері-Берегині та Землероба-Відбудовувача міста. Арка із дзвонами символізує об'єднання трьох князівств — Перемиського, Теребовлянського та Звенигородського. 
Експозиція розмістилася на двох поверхах музею. На першому поверсі розташований відділ археології. Тут привертає увагу колекція крем'яних знарядь праці, давньоруське бойове спорядження, жіночі прикраси, вироби з кістки. Все це — результат тривалих археологічних досліджень та розкопок стародавнього Звеногородського городища. І, безперечно, заслуговують на особливу увагу відвідувачів макети давньоруських храмів та діорама літописного міста Звенигород. 
На другому поверсі музею розміщені виставки та панорама сучасного Звенигорода. Гордістю музею є вітражі (автори — брати Янковські та Шушерепа Я. Ф.), де зображені герб князівства, в'їзна брама міста Звенигород, князь Володимир тощо.